# Andreas Ludwig Jeitteles
Prof. Dr. Med. Andreas Ludwig Joseph Heinrich Jeitteles (česky Ondřej Ludvík Jeitteles; 23. listopadu 1799 Praha – 17. června 1878 Štýrský Hradec) byl český lékař a autor lékařské literatury, novinář, politik, básník a spisovatel (pod pseudonymem Justus Frey), profesor olomouckých lékařských studií a rektor olomoucké univerzity.

## Život
Aaron Jeitteles se narodil v roce 1799 do významné pražské židovské rodiny. Nejstarší dochovaná zmínka o této rodině je zápis vlastnictví pražského domu Mosese ben Simona z roku 1615. Aaronův prapraděd Mischel Loeb byl pražským lékařem, který je znám zejména jako propagátor vakcinace proti neštovicím, a kterému Josef II. dovolil léčit pacienty bez ohledu na jejich vyznání. Jeitteles byl žákem filosofa Bernarda Bolzana a byl přítelem dramatika Karla Egona Eberta a malíře Josefa Führicha.
Poté, co Aaron Jeitteles dokončil pražské gymnázium ve věku 15 let, studoval medicínu na lékařských fakultách v Praze a později ve Vídni, kde získal v roce 1825 titul doktora medicíny. Téhož roku při cestách Německem navštívil Goetheho. V roce 1828 konvertoval ke křesťanství a nechal se pokřtít jako Andreas Ludwig Joseph Heinrich. Mezi lety 1829–35 byl nejdříve prosektorem a pak profesorem na katedře anatomie Lékařské fakulty Vídeňské univerzity. Od roku 1835 byl pak profesorem lékařských studií olomoucké univerzity, zde se v roce 1842 také stal rektorem. V průběhu revoluce roku 1848 se angažoval jako liberální publicista, především jakožto vydavatel novin Die neue Zeit. V roce 1848 byl zvolen zástupcem do Frankfurtského sněmu. Ve sněmu došel k hořké zkušenosti, když zjistil, že jeho mluvě Němci zpoza Rakouských zemí nerozumí. V Olomouci působil do roku 1869.
Jeitteles byl velmi aktivním spisovatelem, jak odborné literatury tak i poezie. Básně začal psát již v době studií na gymnáziu. Na sté výročí Andreasových narozenin jeho syn publikoval sbírku básní Gesammelte Dichtungen, které jsou desátým svazkem Bibliothek der Deutschen Schriftstener aus Böhmen (Knihovna německých spisovatelů z Čech). Ve svých básních se vyslovoval pro humanitu, právo a svobodu (proto taky Justus Frey), zatímco ve chvalozpěvu o Husovi a Jeronýmovi Pražském útočil na tmářství katolické církve. V básni Warnung se pak obrátil na mladé židy, aby se drželi své prastaré víry.
Co se týče odborné literatury, tak byl pilným přispěvatelem lékařských žurnálů a mimo jiné také připravil novou edici Beschreibung des Ganzen Menschlichen Körpers Johanna Christopha Andreasa Mayera (1831). V roce 1832 se obrátil na odbornou veřejnost s výzvou, aby se více věnovala psychologii.

## Výběr Díla
- Elemente der Anthropophysiol. aus dem Standpunkt der fortgeschrittenen Wiss., 1838
- Auch eine Wort über den Kampher, in Med. Jbb. des k.k. österr. Staates, Bd. 22, 1840, s. 105ff
- Aussorderung zur Begründung einer vergleichenden Psychol. und Zoopsychol., in Med. Jbb. des k.k. österr. Staates, Bd. 22, 1840, s. 177ff
- Hist. über Reflexbewegung, in Prager Vierteljahrschrift für prakt. Med., 1858
- Wer ist der begründer der lehre von den reflexbewegungen?: ein beitrag zur geschichte der nervenphysiologie, 1858
- Gibt es eine Knochensyphilis oder sind die in der Syphilis auftretenden Knochenleiden Produkte des Quecksilbergebrauches?, 1862
- Dichtungen von Justus Frey, 1894 (2 svazky)
- Gesammelte Dichtungen von Justus Frey, 1899
- Spruchdichtungen von Justus Frey, 1903